# Flore de Gand
Flore de Gand is een erfgoedproject over de Gentse horticultuur uitgevoerd door het Universiteitsarchief Gent, de Plantentuin Universiteit Gent en ID-Lab. Het project tracht het sierteelt verleden van Gent en omstreken onder de aandacht te brengen. Hiervoor wordt gebruik gemaakt van vier herbaria die bewaard worden in de Gentse Plantentuin. Het betreft de herbaria van Charles Van Hoorebeke, Aimé Mac Leod en twee herbaria van Julius Mac Leod.
Het project bestaat uit drie fases, waarvan de eerste is afgerond.

## Fase 1 (Afgerond)
De eerste fase startte in september 2018 en werd afgerond in de zomer van 2019. Tijdens de eerste fase lag de nadruk op de inventarisatie en validatie van de vier herbaria en het verzamelen van beelden die getuigen over de Gentse sierteelt. Hierna werden de herbaria ook gedigitaliseerd in samenwerking met  het Agentschap Plantentuin Meise.

### Inventarisatie en validatie
De inventarisatie en validatie van de vier herbaria gebeurde in de Gentse Plantentuin. De inhoud werd kritisch bestudeerd, aangevuld of verbeterd waar nodig. Dit leverde volgende resultaten op.
Het herbarium van Charles Van Hoorebeke, gemaakt rond 1815, bevat naast streekeigen wilde flora uit het huidige West-, Oost- en Zeeuws-Vlaanderen ook sierplanten, exoten en cultuurgewassen. Deze zijn opgenomen per  genus en geïllustreerd met botanische platen.
Het herbarium van Aimé Mac Leod, gemaakt tussen 1830 en 1861, bevat voor de helft streekeigen wilde planten en de helft sierplanten en cultuurgewassen. 
Het eerste herbarium van Julius Mac Leod, gemaakt tussen 1858 en 1916, omvat vooral de toenmalige plantencollectie van de Gentse Plantentuin. Deze bevat onder andere een uitgebreide verzameling tropische varens. Het tweede herbarium van Julius Mac Leod, gemaakt rond 1873, bevat Belgische flora. 
Uit de studie van deze herbaria blijkt dat vandaag 40% van de wilde planten uit Belgische flora zeldzaam tot bedreigd zijn, of verdwenen. 32 soorten zijn opgenomen in de Rode Lijst Vlaanderen als 'verdwenen uit Vlaanderen en het Brusselse Gewest'.

### Digitalisatie
Herbaria zijn kwetsbare historische bronnen. Daarom werkte ID-Lab een procedure uit om het digitalisatieproces te optimaliseren. Zo zijn deze bronnen beter raadpleegbaar. ID-Lab ontwikkelde hiervoor de nodige tools en scripts.
Aan de hand van deze scripts is het mogelijk om RAW beelden met een controlestrip/barcode te kunnen analyseren. Tijdens dit proces kan indien nodig ook de kwaliteit van het beeld automatisch worden aangepast of kromme pagina’s worden rechtgetrokken. Dit zorgt voor een optimaal beeld dat digitaal kan worden aangeboden voor onderzoek. 
Daarnaast werd ook de ontwikkeling gestart van een interactieve toepassing onder de vorm van een open kaart. Deze bevat vindplaatsen van planten uit de geïnventariseerde herbaria en geotagged media, zoals foto's. De kaart dient daarnaast ook als toegangspoort tot andere collecties als Botanical collections, e-wvd, waarnemingen.be, etc. Deze ontwikkeling uitte zich in fase 1 in het linken van het dialectenwoordenboek met plantnamen. In volgende fases wordt de cross-linking nog verder uitgebreid.

### Beeldbank
Om de Gentse sierteelt te illustreren, werden er oude straatbeelden en historische foto’s verzameld. Deze beelden bevatten zowel bloemistenvilla’s, serres en tuinen, als belangrijke plaatsen uit het verleden van de Floraliën.
Vanuit acht verschillende archiefinstellingen en beeldbanken werden na een eerste zoekactie 430 beelden verzameld. De meerderheid werd gevonden in het Universiteitsarchief Gent en Archief Gent. Vanuit deze verzameling werden 62 points of interest gevonden. Dit zijn plaatsen die een rol hebben gespeeld in de ontwikkeling van de Gentse Floraliën en de Gentse sierteelt. Van deze 62 punten werden 10 belangrijke locaties geselecteerd. Deze werden voorzien van een historische context en samengenomen in een thematische wandeling door Gent.
Met de beelden ontwikkelt ID-Lab een methode voor herfotografie. Dit stelt hen in staat om horticultuurbeelden uit het verleden automatisch te mappen op de hedendaagse streetview. De ontwikkeling van deze methode is nog lopende.

## Fase 2
De tweede fase van het project werd aangevangen in het najaar van 2019 en loopt nog tot de zomer van 2020. De historische herbaria worden in deze fase gedigitaliseerd. De beelden worden duurzaam bewaard in samenwerking met de  Universiteitsbibliotheek en VIAA. De digitale beelden zijn opgenomen in Botanical Collection. Tijdens deze fase ligt ook de nadruk op participatie. Iedereen wordt aangemoedigd om beelden en verhalen te delen over de Gentse horticultuur. Daarnaast worden ook de horticulturele archieven in en rond Gent in kaart gebracht. Deze archieven worden opgenomen in een Wiki-archievenoverzicht. 
Dit participatieve moment vindt plaats tijdens de Gentse Floraliën 2020. In het kader van een wedstrijd worden Gentenaars uitgedaagd om hun mooiste foto en strafste verhaal over de Gentse horticultuur mee te brengen. Met behulp van de interactieve tafel, ontwikkeld door ID-Lab, worden de foto’s ter plaatse gescand en de verhalen opgenomen. Deze tafel kan ook een op maat gemaakte wandeling genereren doorheen het Gentse sierteeltverleden met beelden en verhalen. 
De ontwikkeling van de methodologie voor herfotografie en cross-linking wordt in deze fase verdergezet. 

## Fase 3
Deze fase is nog niet gestart. 

## Subsidies
- Kunsten en Erfgoed – ontwikkelingsgericht project – FASE 1 – sept 2018/jun 2019
- Kunsten en Erfgoed – ontwikkelingsgericht project – FASE 2 – sept 2019/jun 2020

## Publicatie
Wandeling Flaneren door groen Gent

## Activiteiten
- Erfgoeddag 2019
- Kraks@deKrook 2019 en 2020
- Floraliën 2020

## Partners
- Archief Gent
- Liberas
- Universiteitsbibliotheek Gent
- Gentse Floraliën
- Agentschap Plantentuin Meise
- meemoo